# Ulrich Wilken

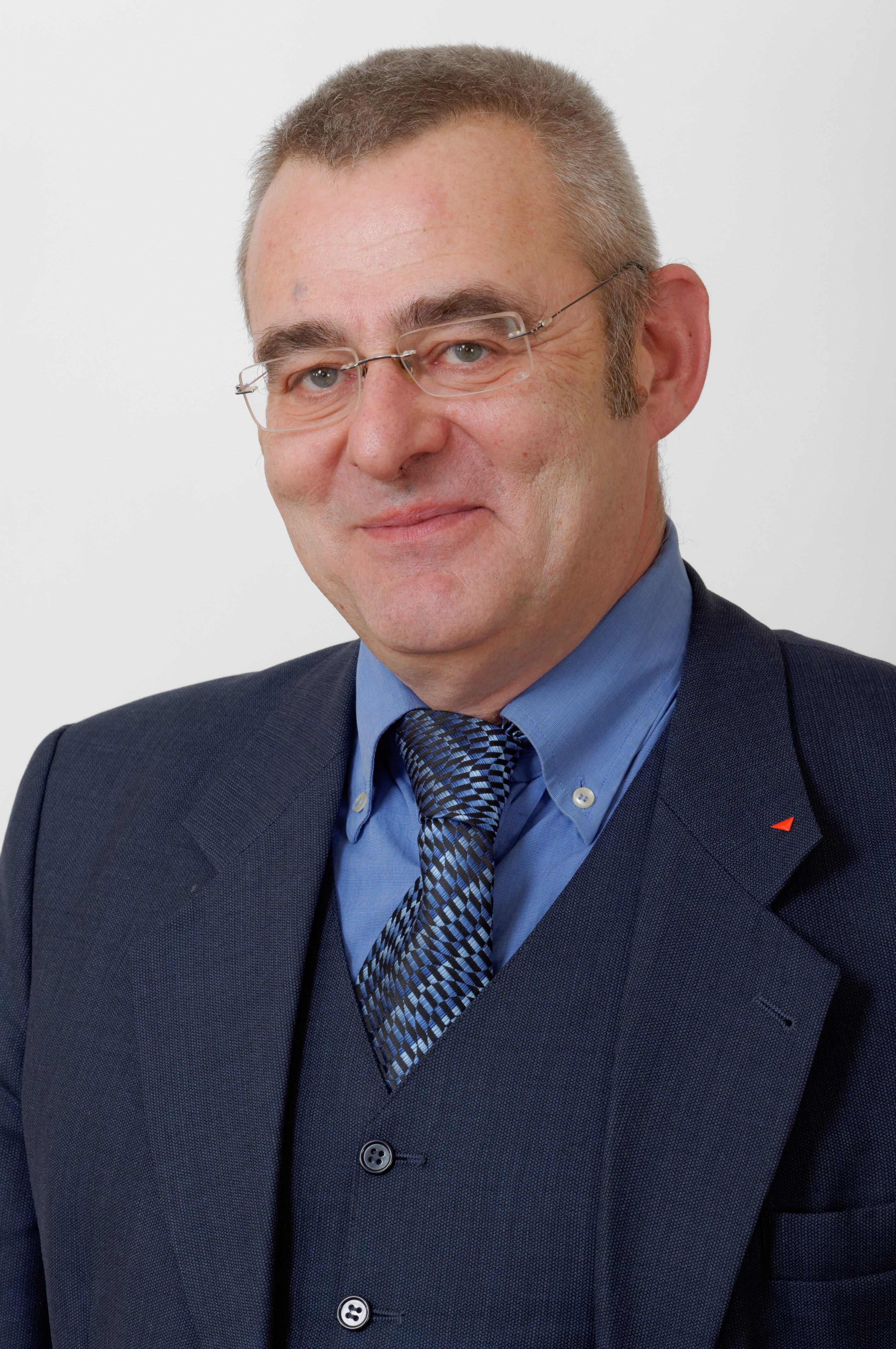
Ulrich Wilken (2013)

Ulrich Wilken (* 19. August 1958 in Oberhausen) ist ein deutscher Politiker (Die Linke). Von 2008 bis 2024 war er Mitglied des Hessischen Landtags und dort zeitweise stellvertretender Landtagspräsident.

## Ausbildung und Beruf
Ulrich Wilken studierte nach dem Abitur 1978 in Essen und dem Zivildienst im Katholischen Jugendamt Essen Soziologie, Politologie, Pädagogik und Philosophie an den Universitäten Frankfurt am Main und Marburg. 1986 erwarb er das Diplom in Soziologie, 1993 promovierte er zum Dr. phil. in Pädagogik an der Universität Marburg. Seine Dissertation beschäftigte sich mit dem Thema Handlungsorientierte Bildungsarbeit.
Zwischen 1987 und 1998 arbeitete Wilken als Wissenschaftlicher Mitarbeiter für eine Reihe von Einrichtungen zu arbeitswissenschaftlichen Fragen. Seit November 1998 ist er freiberuflich tätig.

## Politik
Ulrich Wilken war Gründungsmitglied der linken Kleinpartei Demokratische Sozialisten (DS) und gehörte dieser Gruppe bis zur Auflösung 1990 an. Zwischen 1985 und 1987 war er Generalsekretär der deutschen Sektion der Christen für den Sozialismus. Im Jahr 2000 trat er in die PDS ein und war 2001 bis 2003 Kreisvorsitzender in Frankfurt am Main. Seit 2003 war er Landesvorsitzender der PDS, später der Nachfolgepartei Die Linke. Bei der Landtagswahl in Hessen 2008 wurde er über die Landesliste in den Landtag gewählt.
Bei der Landtagswahl in Hessen 2013 trat er im Wahlkreis Frankfurt am Main V an. Hier unterlag er gegen Bettina Wiesmann. Ihm gelang jedoch der Wiedereinzug in den Landtag über einen Listenplatz der Partei.
Wilken war Organisator der Blockupy-Proteste gegen den Neubau der Europäischen Zentralbank am 18. März 2015. Nachdem es bei diesen Protesten zu gewalttätigen Ausschreitungen mit rund 150 verletzten Polizisten gekommen war, sagte Wilkens, dass er „entsetzt“ sei, aber er äußerte auch ein „großes Verständnis für Wut und Empörung“.
Der Ältestenrat des Landesparlaments legte ihm am 21. April 2015 den Rücktritt als Vizepräsident des hessischen Landtags nahe, da er bei einem großen Teil der Abgeordneten nicht mehr das für die Ausübung des Amtes erforderliche Vertrauen habe, was er jedoch ablehnte.
Bei der Landtagswahl 2023 trat er nicht erneut an.  Wilken schied mit der konstituierenden Sitzung des 21. Hessischen Landtags am 18. Januar 2024 aus dem Landtag und damit auch aus dem Amt des Landtagsvizepräsidenten aus.
Er ist ledig und konfessionslos.